# Hans Magnus Grepperud
Hans Magnus Grepperud, né le 10 mai 1958 à Oslo, est un rameur d'aviron norvégien.

## Palmarès

### Jeux olympiques
- 1984 à Los Angeles
  -  Médaille de bronze en deux sans barreur[1]

### Championnats du monde
- 1992 à Lucerne
  -  Médaille d'or en deux sans barreur